# Pokémon Rubis Oméga et Saphir Alpha
Pokémon Rubis Oméga et Saphir Alpha (ポケットモンスター オメガルビー&アルファサファイア, Poketto Monsutā Omega Rubī & Arufa Safaia) sont les remake des jeux vidéo de rôle japonais Pokémon Rubis et Saphir sortis en 2002 au Japon et en 2003 à travers le monde sur Game Boy Advance. 
Au 30 septembre 2020, les ventes s'élèvent à 14,34 millions d'exemplaires.

## Développement
Nintendo dévoile le jeu le 7 mai 2014 par voie de presse. Pokémon Rubis Oméga et Saphir Alpha sont sortis au Japon et en Amérique du Nord le 21 novembre 2014 puis en Europe le 28 novembre 2014, sur Nintendo 3DS et Nintendo 2DS.
Comme pour Pokémon Rubis et Saphir, les Pokémon légendaires Kyogre et Groudon s'affichent chacun sur une des jaquettes. Ils ne sont pas sous leur forme originelle. Les Pokémon présents sur les jaquettes provisoires sont Primo-Groudon et Primo-Kyogre, une autre forme de Kyogre et Groudon.

## L'épisode Delta
Pokémon Rubis Oméga et Pokémon Saphir Alpha comprennent un nouveau scénario : l'Épisode Delta, une aventure inédite ne faisant pas partie des jeux Pokémon Rubis et Saphir de base.
Cet épisode considéré par beaucoup comme un clin d'œil[réf. nécessaire] à Pokémon Émeraude explique des événements qui se sont déroulés dans la région de Hoenn il y a 3 000 ans, pour découvrir le mystère de la Méga-Évolution. Le héros doit sauver le monde avec Amaryllis, une jeune femme descendante du Peuple du Météore qui veut sauver le monde autrement en invoquant Rayquaza pour éviter de mettre un autre monde en danger, et sauver la Terre d'une météorite géante qui se révèle être Deoxys.

## Accueil

### Critique
Le jeu est globalement bien accueilli, la refonte graphique étant saluée par les médias. Obtenant un score Metacritic de 82, le jeu se place aussi haut que ses prédécesseurs.

### Ventes
En date du 30 septembre 2020, Nintendo annonce 14,34 millions de ventes.